# GNU C Library

Correlazione tra il kernel Linux, la GNU C Library e le applicazioni

glibc è la libreria standard del C del progetto GNU. glibc è un software libero ed è disponibile sotto la GNU Lesser General Public License. Il contributore principale e attuale manutentore è Ulrich Drepper.
Oltre a fornire le funzionalità richieste da Unix98, Single UNIX Specification, POSIX (1c, 1d, e 1j) e alcune richieste dall'ISO C99, glibc fornisce anche estensioni che sono state ritenute utili o necessarie nello sviluppo del sistema operativo GNU.
glibc è utilizzato in sistemi dove girano diversi kernel e diverse architetture hardware. L'uso più comune è nei sistemi GNU/Linux su architettura x86, ma ufficialmente supporta anche: Motorola 680x0, DEC Alpha, PowerPC, ARM, ETRAX CRIS, MIPS, s390, e SPARC. Ufficialmente supporta i kernel Hurd e Linux, anche se ci sono versioni profondamente modificate per funzionare anche sui kernel di FreeBSD e NetBSD (dai quali rispettivamente sono costruiti i sistemi Debian GNU/kFreeBSD e GNU/kNetBSD). Viene utilizzato anche (in una versione modificata) come la libroot di BeOS e di conseguenza anche per Haiku.
La versione 2 di glibc è stata chiamata dagli utenti Linux come libc6, perché sostituisce la vecchia Libreria C di Linux, che è stata essa stessa una fork delle prime versioni di glibc
ed utilizzate dalla versione 2 alla versione 5. Questo nome è oggigiorno meno comune; comunque, glibc sui sistemi Linux utilizza ancora il soname libc.so.6 e alcuni sistemi di packaging utilizzano ancora il nome libc6 (specialmente quelle che seguono la convenzione che un nuovo soname significa un nuovo pacchetto).